# Teràpia d'hipertèrmia
La teràpia d'hipertèrmia és un tipus de tractament mèdic en el qual el teixit del tumor cancerós és exposat a temperatures prou altes per danyar i destruir cèl·lules de càncer, o per fer les cèl·lules de càncer més sensitives als efectes del tractament amb radiació i certes medicacions anti-càncer. Quan la hipertèrmia és combinada amb teràpia de radiació, aquesta combinació és anomenada termoradioteràpia.
La hipertèrmia local és generalment acceptada per a certs tumors petits i superficials, i en una forma similar a remoure el tumor amb una cirurgia. La hipertèrmia de cos sencer és considerada generalment una promesa però encara és un tractament de càncer experimental als Estats Units, si bé és també usada i coneguda a Europa.
La hipertèrmia és només efectiva per certa classe de càncers, i encara no és usada àmpliament. La hipertèrmia és més efectiva quan és usada amb altres teràpies convencionals, per tant és usada generalment com a teràpia coadjuvant. Els usos més efectius de la hipertèrmia estan sent actualment estudiats.

## Mecanisme
La hipertèrmia pot matar o debilitar les cèl·lules tumorals, i és controlada per limitar els efectes sobre les cèl·lules sanes. Les cèl·lules del tumor, amb una estructura vascular desorganitzada i compacta, tenen dificultats per dissipar la calor. La hipertèrmia per tant, pot causar apoptosi a les cèl·lules canceroses en resposta directa a l'aplicació de calor, mentre que als teixits sans els és més fàcil mantenir una temperatura normal.
Fins i tot si les cèl·lules canceroses no moren directament, poden arribar a ser més susceptibles a la teràpia de radiació, o certs medicaments de quimioteràpia, que poden permetre aquest tipus de tractaments siguin donats en dosis més petites.
Una calor intensa causarà la desnaturalització i coagulació de les proteïnes cel·lulars, ràpidament matant les cèl·lules en un tumor. Escalfament moderat més prolongat a temperatures uns pocs graus per sobre del normal pot causar canvis més subtils. Un tractament de calor suau en combinació amb altres factors d'estrès pot causar la mort cel·lular per apoptosi. Hi ha moltes conseqüències bioquímiques de la resposta de xoc tèrmic dins de la cèl·lula, incloent-hi la divisió cel·lular més lenta i una major sensibilitat a la teràpia de radiació.
La hipertèrmia pot matar les cèl·lules directament, però també permet s'utilitza en combinació amb altres tractaments de càncer. La hipertèrmia augmenta el flux sanguini a la zona escalfada, potser duplicant la perfusió en els tumors, mentre que augmenta la perfusió en el teixit normal unes deu vegades o més. Això millora el subministrament de medicaments a l'àrea del tumor. La hipertèrmia també augmenta l'oxigenació a la zona del tumor, el que pot fer que la radiació sigui més efectiva per danyar i matar les cèl·lules canceroses, així com prevé la reparació del dany induït a aquestes cèl·lules durant el període de tractament de radiació. Les cèl·lules canceroses no són inherentment més susceptibles als efectes de la calor. Quan es comparen els estudis in vitro, les cèl·lules normals i les cèl·lules canceroses mostren el mateix resultat en resposta a la calor. No obstant això, la desorganització vascular dels tumors sòlids té un resultat desfavorable en el microambient dins dels tumors. En conseqüència, les cèl·lules tumorals ja tenen un cert estrès a causa del baix nivell d'oxigen, més gran que en concentracions normals d'àcids, i nutrients insuficients, per tant són molt menys capaços de tolerar l'estrès afegit per la calor que una cèl·lula sana en el teixit normal.
L'aplicació lleu d'hipertèrmia, que proporciona una temperatura igual a la d'una febre alta, pot estimular un atac immunològic natural contra el tumor, com a part d'una resposta fisiològica natural anomenada termotolerància.
L'aplicació moderada d'hipertèrmia, que escalfa les cèl·lules en el rang de 40 a 42 °C, fa mal a les cèl·lules directament, a més de fer a les cèl·lules sensibles a la radiació i augmentar la mida dels porus per millorar l'administració de molècules grans d'agents quimioterapèutics i immunoterapèutics (pes molecular superior a 1000 Daltons), com ara els anticossos monoclonals i fàrmacs encapsulats en liposomes. L'absorció cel·lular de certs fàrmacs de molècules petites també s'incrementa. La majoria dels tractaments de càncer amb hipertèrmia locals i regionals es troben en aquest interval de temperatura.
Temperatures molt altes, per sobre de 50 °C (122 °F), s'utilitzen en l'ablació (destrucció directa) d'alguns tumors. En general, això implica la inserció d'un tub de metall directament en el tumor, i l'escalfament de la punta fins que el teixit costat del tub ha estat cremat i matat.